# Wstęga Federacji
Wstęga Federacji (niem. Band des Bundes) – zbiorowa nazwa na grupę budynków Bundestagu w Berlinie (Mitte) zlokalizowanych nad Sprewą i tworzących jednolity zespół urbanistyczny.

## Budynki
Na zespół składają się następujące gmachy (od zachodu):
- Urząd Kanclerza Federalnego (2001),
- Paul-Löbe-Haus (2001),
- Marie-Elisabeth-Lüders-Haus (2003/2010).

Obok znajdują się również gmach Reichstagu i przedszkole Bundestagu (nie należące do Wstęgi).

## Historia i architektura
Budynki te, umieszczone na osi wschód-zachód, w łuku Sprewy, tworzą tkankę urbanistyczną łączącą tereny znajdujące się w czasach komunistycznych po dwóch stronach muru berlińskiego (w Berlinie Zachodnim i NRD). Historycznie jest to z jednej strony Moabit, a z drugiej dzielnica Fryderyka Wilhelma. Symbolicznie zespół architektoniczny łączy więc, m.in. za pomocą kładki Marie-Elisabeth-Lüders-Steg, dwie, rozdzielone uprzednio części zjednoczonych Niemiec.
Konkurs architektoniczny na budynki Paul-Löbe-Haus oraz Marie-Elisabeth-Lüders-Haus rozstrzygnięto w 1993. Wybór projektu monachijskiego architekta, Stephana Braunfelsa uzasadniono siłą wyrazu, śmiałym oddaniem autoportretu państwa i ambitną wizją, na której mogły wzorować się kolejne realizacje w okolicy. Gmach Kancelarii Federalnej zbudowany w stylu postmodernistycznym ze znacznymi wpływami modernizmu według projektu Axela Schultesa i Charlotte Frank.

## Galeria
Trzy budynki tworzące Wstęgę Federacji:

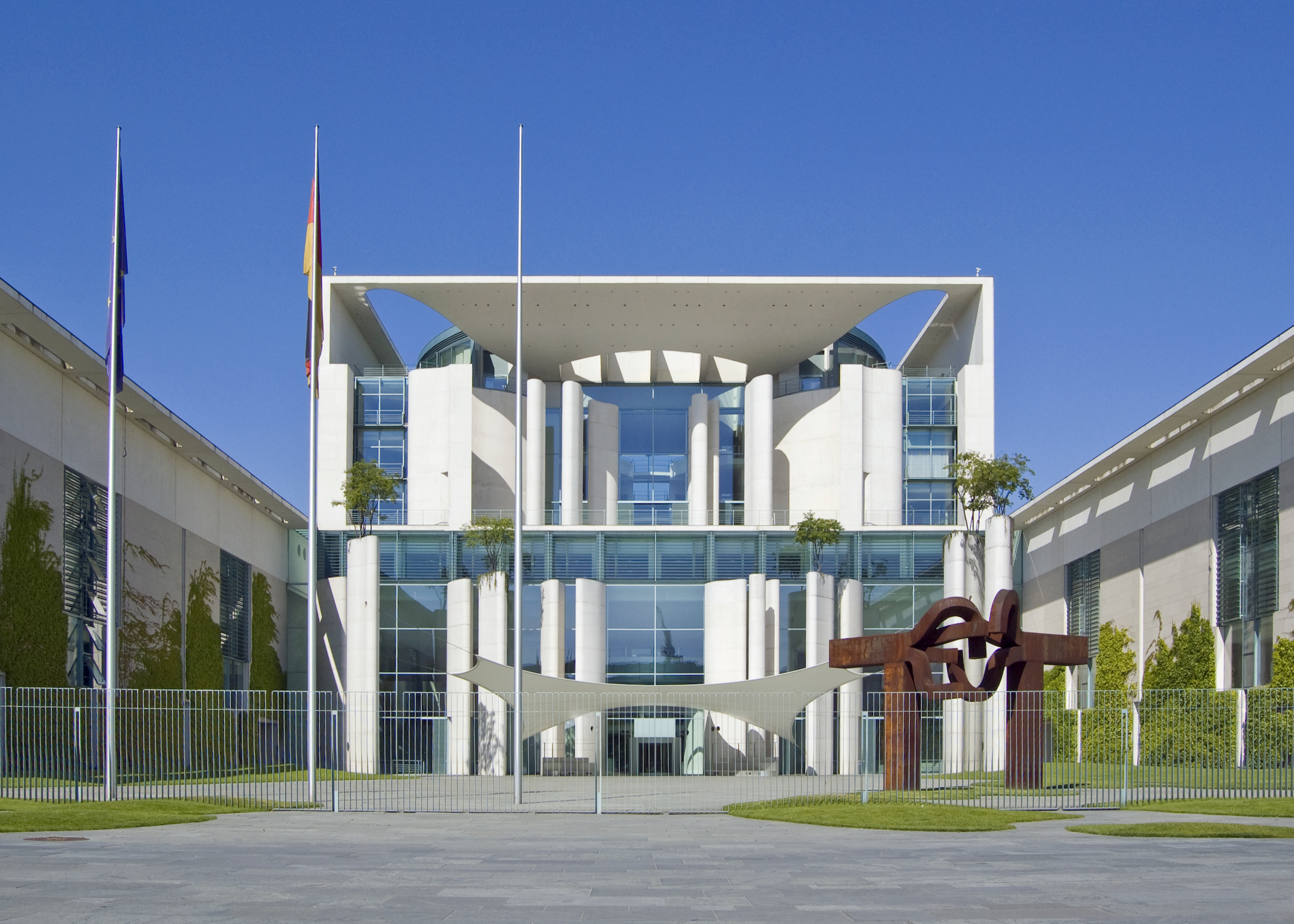
Urząd Kanclerza Federalnego
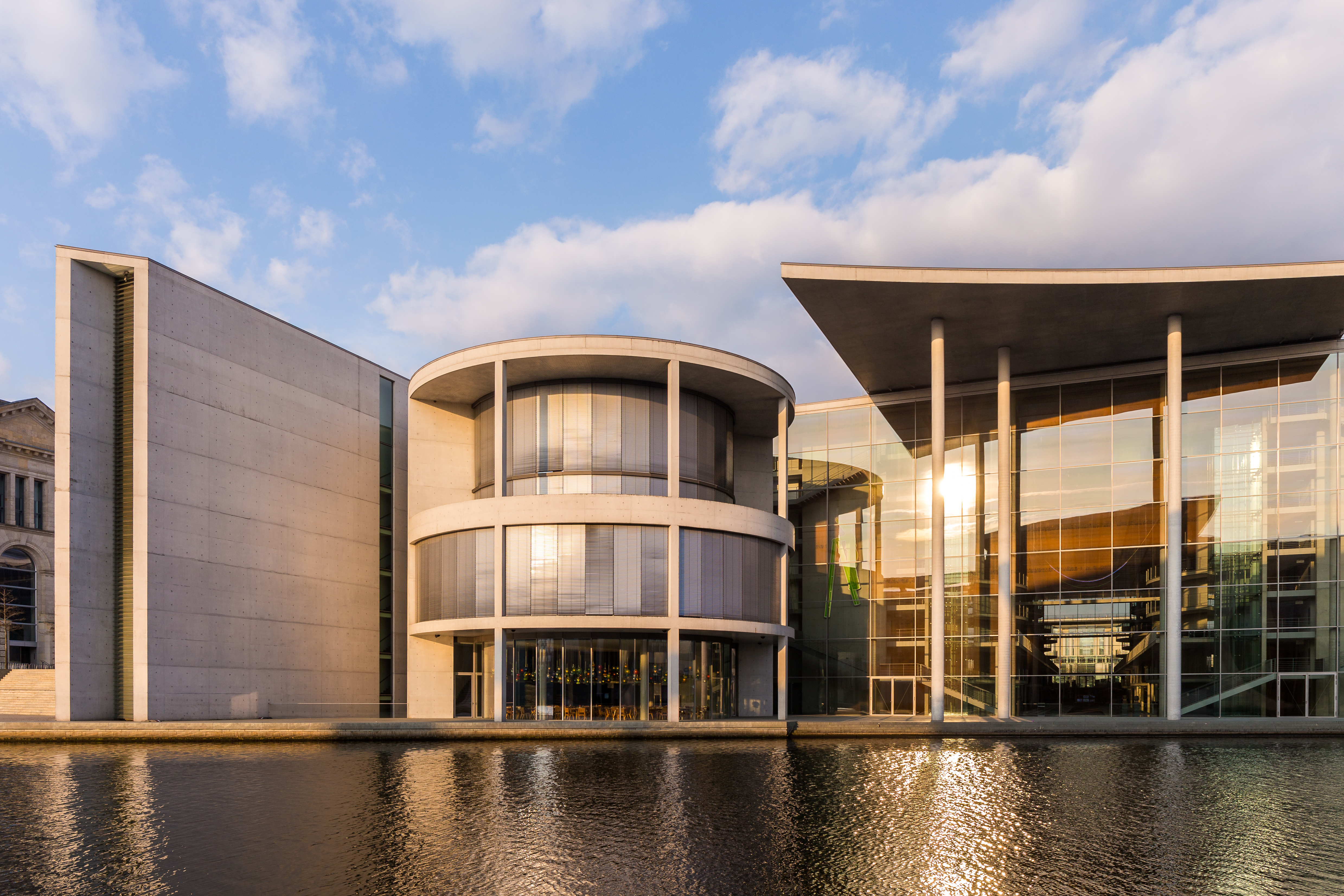
Paul-Löbe-Haus
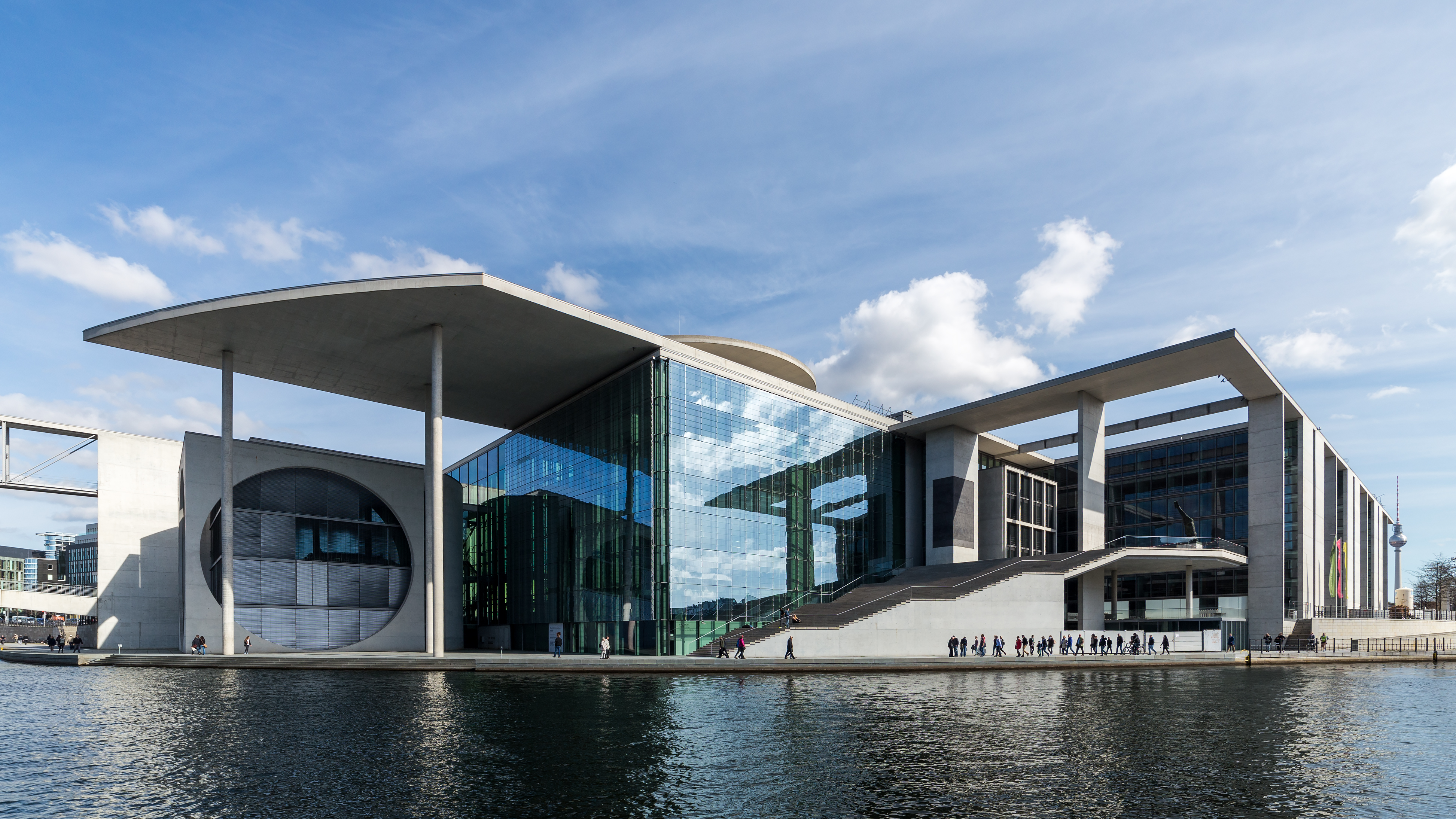
Marie-Elisabeth-Lüders-Haus